# Финни (Ирландия)
Финни (англ. Finnea; ирл. Fiodh an Átha, «крепостной лес») — деревня в Ирландии, находится в графстве Уэстмит (провинция Ленстер) у региональной дороги R394.